# 中国共産党第十九回全国代表大会
中国共産党第十九次全国代表大会（ちゅうごくきょうさんとうだいじゅうきゅうじぜんこくだいひょうたいかい）は、2017年10月18日から10月24日まで中華人民共和国の首都北京市で開催された中国共産党の全国代表大会（党大会）である。略称は、中共「十九大」、あるいは中共「第十九回党大会」。

## 概要
大会のテーマは「ややゆとりある社会(小康社会)の全面的完成の決戦に勝利し、新時代の中国の特色ある社会主義の偉大な勝利をかち取ろう」というものであった。この大会で習近平総書記を党の中心とすることを再確認し、マルクス・レーニン主義、毛沢東思想、鄧小平理論、三つの代表、科学的発展観に続く6番目の党の「指導思想」として習近平による新時代の中国の特色ある社会主義思想を党規約に明記した。また、習近平総書記が唱えてきた一帯一路、中国の夢、人類運命共同体、四つの全面、四つの意識、党領導一切や「強国」「強軍」といったフレーズなども盛り込まれた。
- 代表：2280人[7]
- 招請代表：74人[7]
- 開催場所：中華人民共和国 北京市 人民大会堂
- 開催期間：2017年10月18日-10月24日

## 大会機構
第十九次全国代表大会を主催運営する主要メンバーは、次の通りである。
- 主席団：243人
- 主席団常務委員会（42名）：
  - 習近平（党総書記）、李克強、張徳江、兪正声、劉雲山、王岐山、張高麗、馬凱、王滬寧、劉延東、劉奇葆、許其亮、孫春蘭、李建国、李源潮、汪洋、張春賢、范長龍、孟建柱、趙楽際、胡春華、栗戦書、郭金龍、韓正、江沢民（元総書記）、胡錦涛（元総書記）、朱鎔基、温家宝、李鵬、李瑞環、呉邦国、賈慶林、宋平、李嵐清、曽慶紅、呉官正、李長春、羅幹、賀国強、杜青林、趙洪祝、楊晶

- 大会司会：李克強
- 大会秘書長：劉雲山
- 大会副秘書長：孟建柱、趙楽際、栗戦書
- 大会代表資格審査委員会 
  - 主任：王岐山
  - 副主任：趙楽際、苗華

## 総書記による活動報告
本大会は李克強の司会で2017年10月18日午前9時に開幕し、習近平総書記が演壇に立ち政治活動報告が行われた。政治報告は3時間半に及ぶ長大な内容だった。

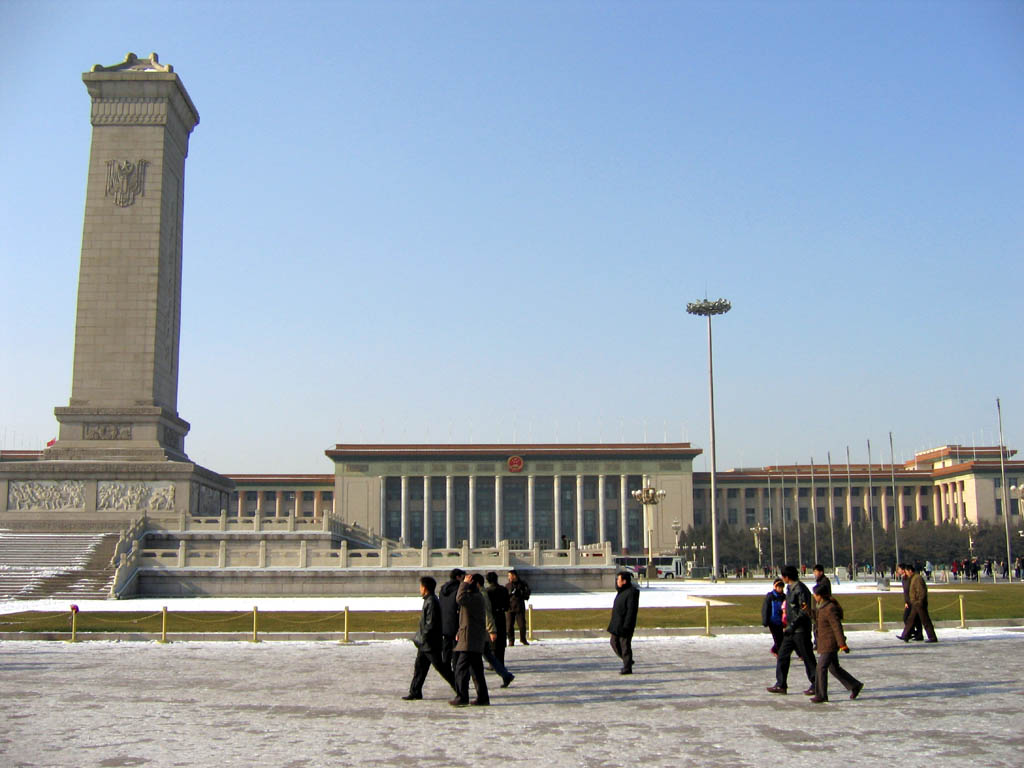
中共十九大が開かれた北京人民大会堂

## 委員選挙
本大会最終日の2017年10月24日に党中央委員会委員の選挙が行われた。習近平、李克強らをはじめとする204人の党中央委員会委員が選出された。他に党中央委員候補、党中央紀律検査委員会委員も、あわせて選出された。
- 乙暁光、丁来杭、丁学東、丁薛祥、于偉国、于忠福、万立駿、習近平、馬飆、馬興瑞、王寧、王軍、王勇、王晨、王毅、王小洪、王玉普、王正偉、王東明、王東峰、王爾乗、王志民、王志剛、王滬寧、王国生、王建軍、王建武、王暁東、王暁暉、王家勝、王蒙徽、尤権、車俊、尹力、巴音朝魯、巴特爾、艾力更・依明巴海、石泰峰（中国語版）、布小林、盧展工、白春礼、吉炳軒、畢井泉、曲青山、朱生嶺、劉奇、劉雷、劉鶴、劉士余、劉万龍、劉奇葆、劉国中、劉国治、劉金国、劉結一、劉振立、劉家義、劉賜貴、劉粤軍、斉扎拉、安兆慶、許勤、許又声、許達哲、許其亮、阮成発、孫志剛、孫金龍、孫紹騁、孫春蘭、杜家毫、李屹、李希、李斌、李強、李干傑、李小鵬、李鳳彪、李玉賦、李伝広、李紀恒、李克強、李作成、李尚福、李国英、李橋銘、李暁紅、李鴻忠、李錦斌、楊学軍、楊潔篪、楊振武、楊暁渡、肖捷、肖亜慶、呉社洲、呉英傑、呉政隆、邱学強、何平、何立峰、応勇、冷溶、汪洋、汪永清、沈金龍、沈暁明、沈躍躍、沈徳詠、懐進鵬、宋丹、宋濤、宋秀岩、張軍（中国語版）、張又侠、張升民、張慶偉、張慶黎、張紀南、張国清、張春賢、張暁明、張裔炯、陸昊、陳希、陳武、陳豪、陳文清、陳吉寧、陳全国、陳求発、陳宝生、陳潤児、陳敏爾、努爾蘭・阿不都満金、苗圩、苗華、苟仲文、范驍駿、林鐸、尚宏、金壮龍、周強、周亜寧、鄭和、鄭衛平、鄭暁松、孟祥鋒、趙楽際、趙克志、趙宗岐、郝鵬、胡和平、胡沢君、胡春華、咸輝、鍾山、信春鷹、侯建国、婁勤倹、洛桑江村、駱恵寧、秦生祥、袁家軍、袁誉柏、袁曙宏、聶辰席、栗戦書、銭小芊、鉄凝、倪岳峰、徐麟、徐楽江、徐安祥、高津、郭声琨、郭樹清、唐仁健、黄明、黄守宏、黄坤明、黄樹賢、曹建明、龔正、盛斌、雪克来提・扎克爾、鄂竟平、鹿心社、諶貽琴、彭清華、蔣超良、韓正、韓衛国、韓長賦、傅政華、謝伏瞻、楼陽生、蔡奇、蔡名照、雒樹剛、黎火輝、潘立剛、穆虹、魏鳳和

## 一中全会
本大会にあわせ、2017年10月15日午前から中国共産党第19回中央委員会第一次全体会議（一中全会、一中全総）が北京市で行われた。選挙により、中国共産党指導者として次のものが選ばれた。（得票状況は公開されていない。）
1. 党総書記：習近平
2. 中央政治局常務委員会委員:
  - 習近平、李克強、栗戦書、汪洋、王滬寧、趙楽際、韓正
3. 中央政治局委員：
  - 習近平、李克強、丁薛祥、王晨、王滬寧、劉鶴、許其亮、孫春蘭、李希、李強、李鴻忠、楊潔篪、楊暁渡、汪洋、張又侠、陳希、陳全国、陳敏爾、趙楽際、胡春華、栗戦書、郭声琨、黄坤明、韓正、蔡奇
4. 中央書記処書記：
  - 王滬寧、丁薛祥、楊暁渡、陳希、郭声琨、黄坤明、尤権（中国語版）
5. 党中央軍事委員会： 
  - 主席：習近平
  - 副主席：許其亮、張又侠
  - 委員：魏鳳和、李作成、苗華、張昇民（中国語版）
6. 中央紀律検査委員会：
  - 書記：趙楽際
  - 副書記：楊暁渡、張昇民、劉金国、楊暁超、李書磊、徐令義、肖培、陳小江
  - 常務委員会委員：王鴻津、白少康、劉金国、李書磊、楊暁超、楊暁渡、肖培、鄒加怡、張昇民、張春生、陳小江、陳超英、趙楽際、侯凱、姜信治、駱源、徐令義、凌激、崔鵬

## 祝電
本大会の開幕から165ヶ国の国家元首と政府首脳や政党など重要組織の指導者から841件の祝電が寄せられたと習総書記は閉幕後の記者会見で発表している。
一中全会での習総書記の再選にアメリカ合衆国のドナルド・トランプ大統領やロシア連邦のウラジーミル・プーチン大統領ら各国要人が祝電をおくって習総書記と電話会談も行い、日本からは与党・公明党の山口那津男代表と安倍晋三首相（自由民主党総裁名義）、創価学会の池田大作名誉会長が祝電を送っている。
前回の中国共産党第十八回全国代表大会と同様に台湾（中華民国）の呉敦義中国国民党主席からも祝電が送られており、THAAD配備問題をめぐる関係停滞が伝えられる大韓民国（韓国）の文在寅大統領と与党・共に民主党代表の秋美愛も本大会と一中全会に祝電を送った。北朝鮮核問題をめぐる関係冷却化が伝えられる朝鮮民主主義人民共和国（北朝鮮）の金正恩朝鮮労働党委員長と朝鮮労働党中央委員会（第7期党中央委員会）も本大会と一中全会に祝電を送った。